# Дворец Игуасу
Дворец Игуасу служит резиденцией правительства бразильского штата Парана. Он расположен в Сивик-центре, который находится в городе Куритиба.

## История
Дворец был задуман во времена правления Бенту Муньоса да Роша, который занимал должность губернатора штата в 1950-е годы. Торжественное открытие состоялось в 1953 году.
Помимо дворца Игуасу, проект также предполагал строительство Законодательного собрания штата Парана и нескольких общественных зданий в непосредственной близости от штаб-квартиры штата.
14 мая 2007 года правительство временно переехало во дворец Араукариас, поскольку в Игуасу проводились реформы. 18 декабря 2010 года, в рамках празднования 157-й годовщины политической эмансипации Параны, здание было возвращено для размещения исполнительной власти штата.